# Sithon kamorta
Sithon kamorta är en fjärilsart som beskrevs av Felder 1862. Sithon kamorta ingår i släktet Sithon och familjen juvelvingar. Inga underarter finns listade i Catalogue of Life.